# Канди, Чезаре
Че́заре Ка́нди (итал. Cesare Candi; 5 марта 1869, Болонья — 29 сентября 1947, Генуя) — итальянский изготовитель музыкальных инструментов, брат Оресте Канди.

## Биография
Родился 5 марта 1869 года в Болонье, в раннем детстве остался сиротой. Обучался изготовлению музыкальных инструментов у Раффаэле Фьорини. В 1888 году переехал в Геную, где к тому времени уже обосновался его старший брат Оресте, и поступил на работу на мандолинно-гитарную фабрику братьев Барберис. В 1892 году получил премию Итало-американской выставки, проходившей в Генуе. В том же году открыл собственную мастерскую на виа Порта-Сопрана в Генуе, где проработал до конца жизни, изготавливая музыкальные инструменты. 
На первом этапе своей деятельности Чезаре Канди занимался изготовлением богато инкрустированных гитар и мандолин. Позднее занялся производством смычковых музыкальных инструментов, где достиг достаточных успехов и известности. В 1937 году Чезаре Канди была поручена реставрация принадлежавшей Никколо Паганини скрипки, известной как Il  cannone. Мастерская Канди была местом встречи многих знатоков и ценителей музыки его эпохи. Чезаре Канди воспитал многочисленных учеников, среди которых были Паоло Де Барбьери, Джузеппе Лекки и Коррадо Гритти. Скончался в Генуе 29 сентября 1947 года.